# Heilige Dreifaltigkeit (Nymphenburg)

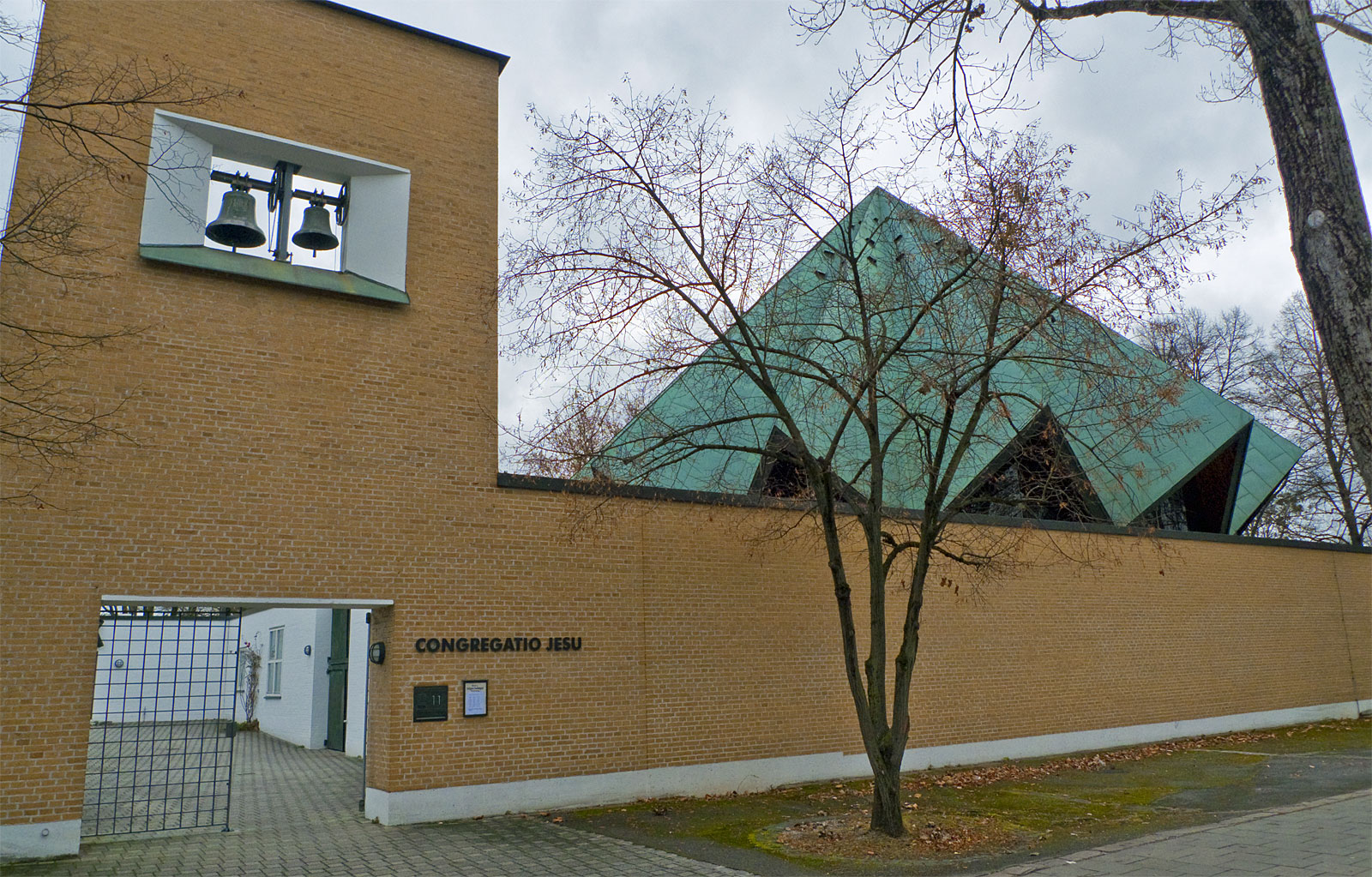
Außenansicht

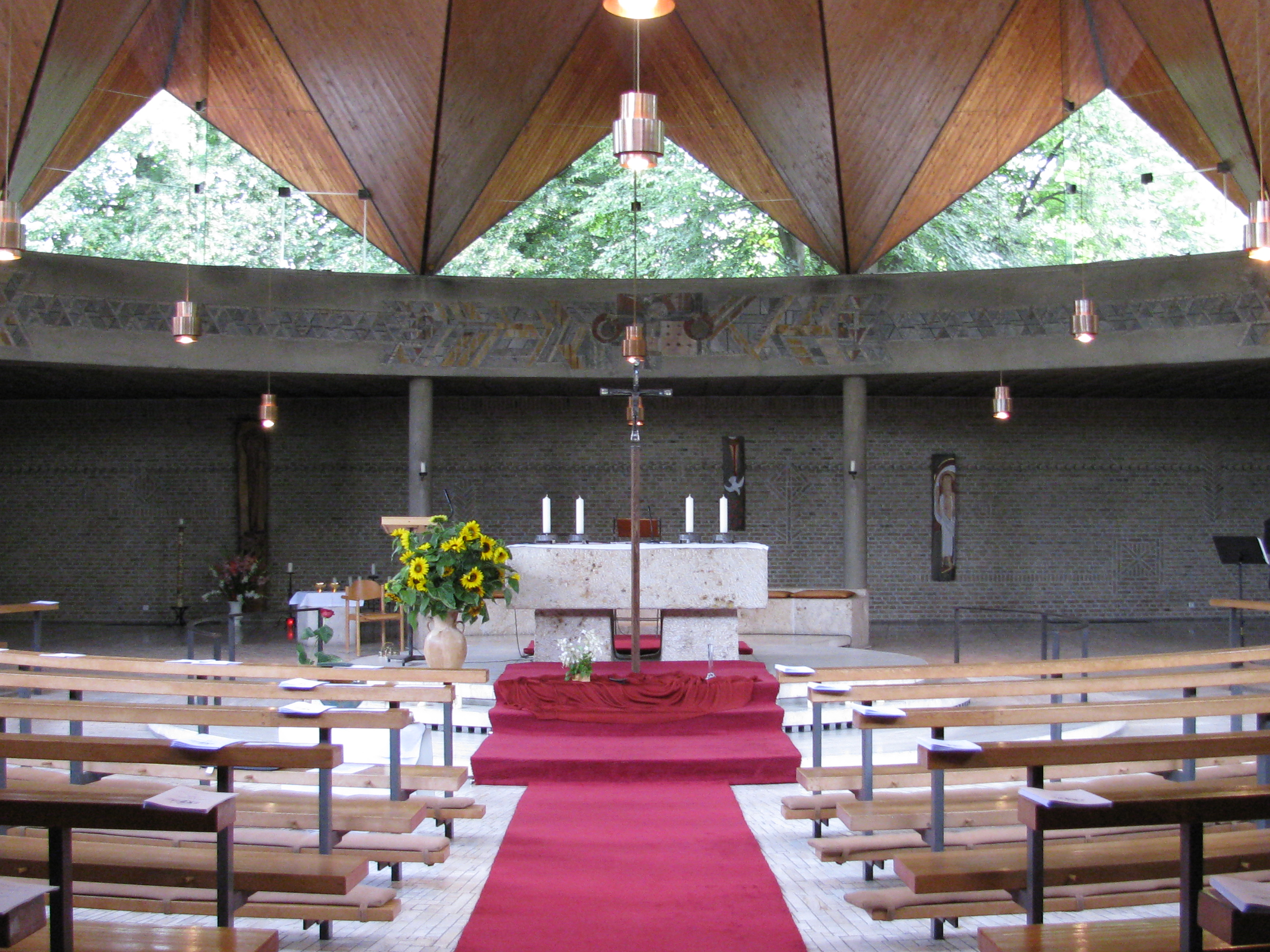
Innenraum, Blick zum Altarbereich

Heilige Dreifaltigkeit sind eine der Dreifaltigkeit geweihte Kirche und ein Kloster der Congregatio Jesu (Englische Fräulein) an der Maria-Ward-Straße im Münchener Stadtteil Nymphenburg in Deutschland.

## Geschichte und Beschreibung
Die weitläufige, aus mehreren Klostergebäuden mit atriumartig umschlossenen Höfen bestehende Anlage wurde in den Jahren 1960 bis 1964 erbaut und vom Architekten Josef Wiedemann gestaltet. Prägend für die Klosterkirche ist die runde Form des Innenraumes, mit der die Klostergemeinschaft früh neue liturgische Vorstellungen umsetzte, die erst mit dem Zweiten Vatikanischen Konzil zum Allgemeingut wurden. Der Altar ist freistehend in der Mitte der Kirche angeordnet. Die Bankreihen umrunden den Altar. Besonders auffällig ist das 12-fach gefaltete Dach, das an ein Zelt erinnert. Im Kircheninneren ist es mit naturbelassenem Fichtenholz getäfelt. Zwölf dreieckige Fenster geben den Blick zu den umliegenden Bäumen frei, eine weitere Fensteröffnung an der Dachspitze führt nach oben Richtung Himmel.
Das Zeltdach liegt auf einem mit einem Mosaikband gezierten Betonring auf, der von zwölf schlanken Säulen getragen wird. Das kreisrunde Plattenmosaik aus gespaltenen Natursteinen stammt von Elisabeth Hoffmann-Lacher (1907–1997), einer aus München stammenden Künstlerin, die neben Mosaiken zahlreiche Buntglasfenster für Kirchenbauten gestaltete.
In der Kirche sind mehrere Holzskulpturen von der Schwester Bernardine Weber zu sehen, z. B. ein Kreuzweg, die Ordensgründerin Maria Ward und zur Weihnachtszeit eine Krippe. Auch die farbige Beton-Glaswand in der Sakramentskapelle wurde von Bernardine Weber entworfen.
In der Außenansicht zeigt das Kirchengebäude einen quadratischen Umriss mit einem fächerartig in die Höhe geführten Dach in Holzfachwerk-Konstruktion.

## Glocken
Eine Besonderheit der Kirche sind die beiden bedeutenden historischen Glocken. Sie stammen noch aus der Gründungszeit des Ordens und hingen ursprünglich in der von Enrico Zuccalli erbauten ersten Ordensniederlassung, dem "Paradeiserhaus" am heutigen Marienhof in München. Beide wurden 1696 laut Inschrift in der Glockengießerei Paulus Kopp in München hergestellt. Eine zeigt ein Bildrelief der Heiligen Familie und trägt die Bezeichnung "Maria-Joseph" sowie die Aufschrift "O VIRGO MARIA + SINE LABE ORIGINALI + CONCEPTA + INTERCEDE PRO NOBIS. Die andere Glocke ist mit "Benno-Ignatius" bezeichnet. Sie zeigt ein Bildrelief von St. Ignatius auf einer Wolke kniend, in der Hand eine Monstranz haltend. In der Mitte: IHS. Die Inschrift der Glocke lautet: SANCTUS DEUS + SANCTUS FORTIS + SANCTUS IMMORTALIS. Auftraggeberin der beiden Glocken war laut Inschrift: "MARIA ANNA BARBARA BABTHORPE, SUPERIORIN", die damalige Generaloberin.